# Henning von Tresckow
Herrmann Karl Robert (Henning) von Tresckow (Maagdenburg, 10 januari 1901 - Ostrow bij Białystok, 21 juli 1944) was een Duitse militair en verzetsstrijder in de Tweede Wereldoorlog.

## Eerste Wereldoorlog en interbellum
Hij was de zoon van een Pruisische officier. Op 15 juni 1917 nam Von Tresckow als Fahnenjunker deel aan de oorlog en werd hij ingedeeld bij het Garde-Regiment zu Fuß 1. In juni 1918 werd hij de jongste onderluitenant van het Pruisische leger. Henning von Tresckow ontving het IJzeren Kruis 1914, 1e Klasse na de tweede slag bij de Marne.
Na de Eerste Wereldoorlog rondde hij zijn studie af als Bankkaufmann en begon hij aan een rechtenstudie. In 1924 sympathiseerde hij sterk met het nationaalsocialisme en trad hij toe tot de Wehrmacht. Op grond van zijn houding ten aanzien van de Weimarrepubliek was hij blij met de machtsovername door het Nationaalsocialisme.
In 1936 werd hij benoemd tot Operationsabteilung des Generalstabs en in deze staffunctie leert hij Ludwig Beck kennen.

## Tweede Wereldoorlog
Als stafofficier diende Von Tresckow in een infanteriedivisie in Polen waar hij werd bevorderd tot majoor. Hij stond onder bevel van generalfeldmarschall Gerd von Rundstedt en was betrokken bij de inval van de Duitsers in Frankrijk.
In 1941 was hij inmiddels overtuigd van het feit dat de oorlog geen enkel nut had en zou moeten worden beëindigd. Toen hij in datzelfde jaar aan het Oostfront werd ingezet probeerde hij generalfeldmarschall Günther von Kluge ervan te overtuigen een staatsgreep tegen Hitler te plegen om zo de oorlog te kunnen beëindigen.
Als Erster Generalstabsoffizier der Heeresgruppe Mitte nam hij in 1942 deel aan verschillende acties om Hitler af te zetten en aan voorbereidingen voor diverse aanslagen. Het merendeel van de aanslagen werd echter nooit uitgevoerd of de uitvoering ervan werd verijdeld.
In 1943 lukte het Von Tresckow en zijn adjudant Fabian von Schlabrendorff om een tijdbom te smokkelen in een vliegtuig van Hitler. Op 13 maart 1943 gaf von Schlabrendorff een bom verpakt in een doos met twee flessen Cointreau mee aan een medepassagier als geschenk voor generaal Hellmuth Stieff. De bom ging echter niet af. Vervolgens begon hij in juli van dat jaar samen met Claus Schenk Graf von Stauffenberg verschillende plannen uit te werken om de val van Hitler te bewerkstelligen. Von Tresckow had daarbij onder meer contact met de Widerstandsgruppe van Carl Friedrich Goerdeler. In november 1943 werd hij echter overgeplaatst naar het 2e leger waar hij stafchef werd. Vanuit die positie werd het hem vrijwel onmogelijk gemaakt om contacten te onderhouden met onder andere Von Stauffenberg.
In januari 1944 werd Von Tresckow benoemd tot generaal-majoor. Hij ondernam vanaf dat moment geen echte acties meer. In juli van dat jaar was hij dan ook blij met de landing van de geallieerden. Hoewel er op dat moment voor hem meerdere mogelijkheden zijn om met de geallieerden in contact te komen wilde hij de wereld laten zien dat er voldoende weerstand tegen Hitler was in de interne geledingen van de top van het Duitse leger. Mede daardoor nam de druk op Von Stauffenberg toe om de alles beslissende bomaanslag uit te voeren op Hitler.
Toen Von Tresckow op 21 juli 1944 merkte dat Von Stauffenbergs bomaanslag was mislukt, pleegde hij zelfmoord aan het front van Ostrow in Rusland.

## Militaire loopbaan
- Freiwilliger: juni 1917
- Fahnenjunker: 15 augustus 1917[2]
- Leutnant: 5 juni 1918[2]
- Oberleutnant: 1 februari 1928[2]
- Hauptmann: 1 mei 1934[2]
- Major: 1 maart 1939
- Oberstleutnant i.G.: 1 mei 1940[2]
- Oberst i.G.: 1 april 1942[2]
- Generalmajor: 1 juni 1944 - januari 1944[2]

## Decoraties
- Duitse Kruis in goud op 2 januari 1943 als Oberst i.G. in Generalstab van de Heeresgruppe Mitte[3]
- IJzeren Kruis 1914, 1e Klasse en 2e Klasse[4]
- Erekruis voor de Wereldoorlog
- Herhalingsgesp bij IJzeren Kruis 1939, 1e Klasse en 2e Klasse
- Dienstonderscheiding van Leger en Marine voor (12 dienstjaren)
- Hij werd eenmaal genoemd in het Wehrmachtsbericht. Dat gebeurde op 24 juli 1944[5]

## Zie ook

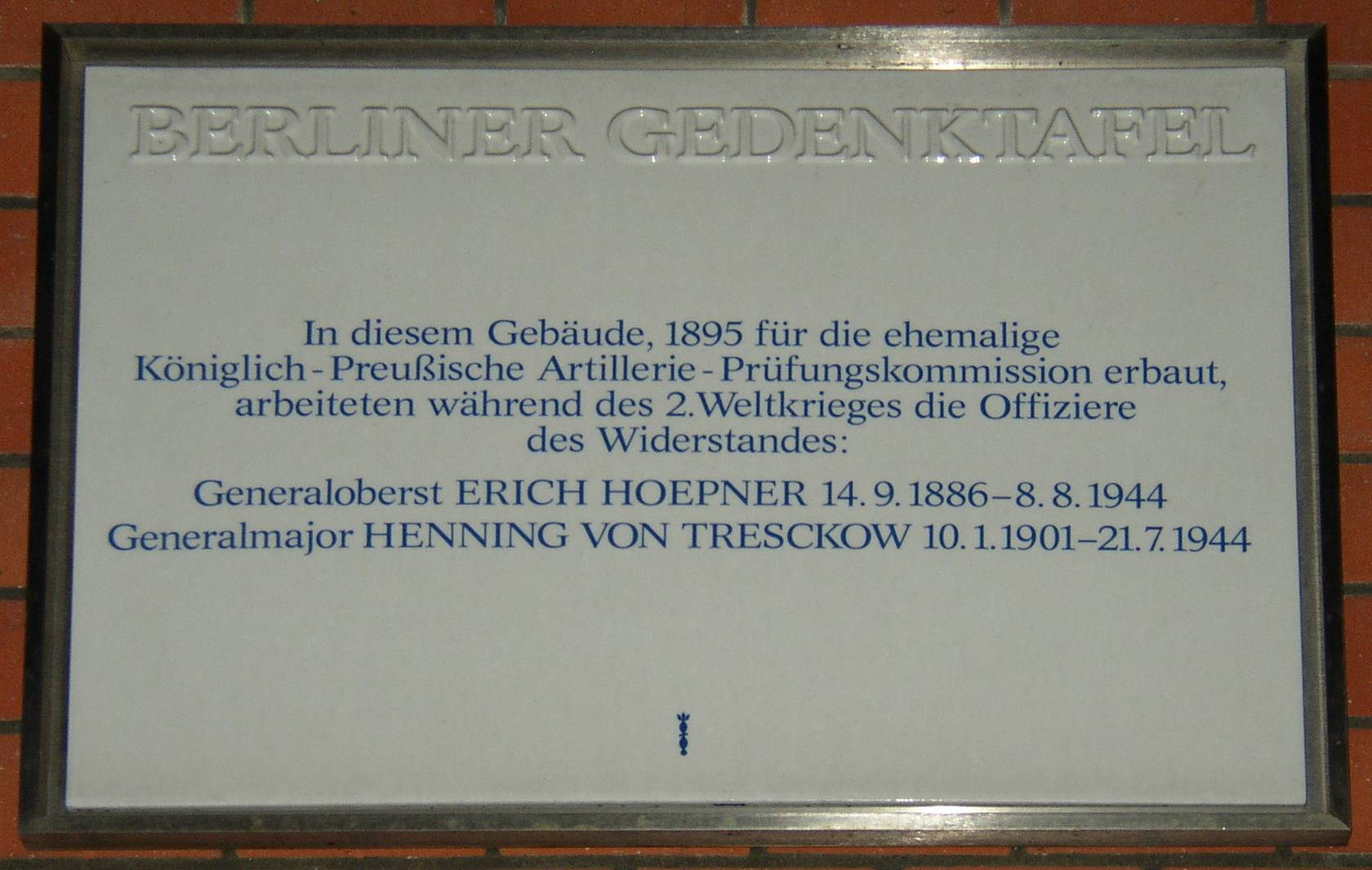
Plaquette ter nagedachtenis van Erich Hoepner en Henning von Tresckow in het Bundeshaus, Berlijn.